# Yentel Caers

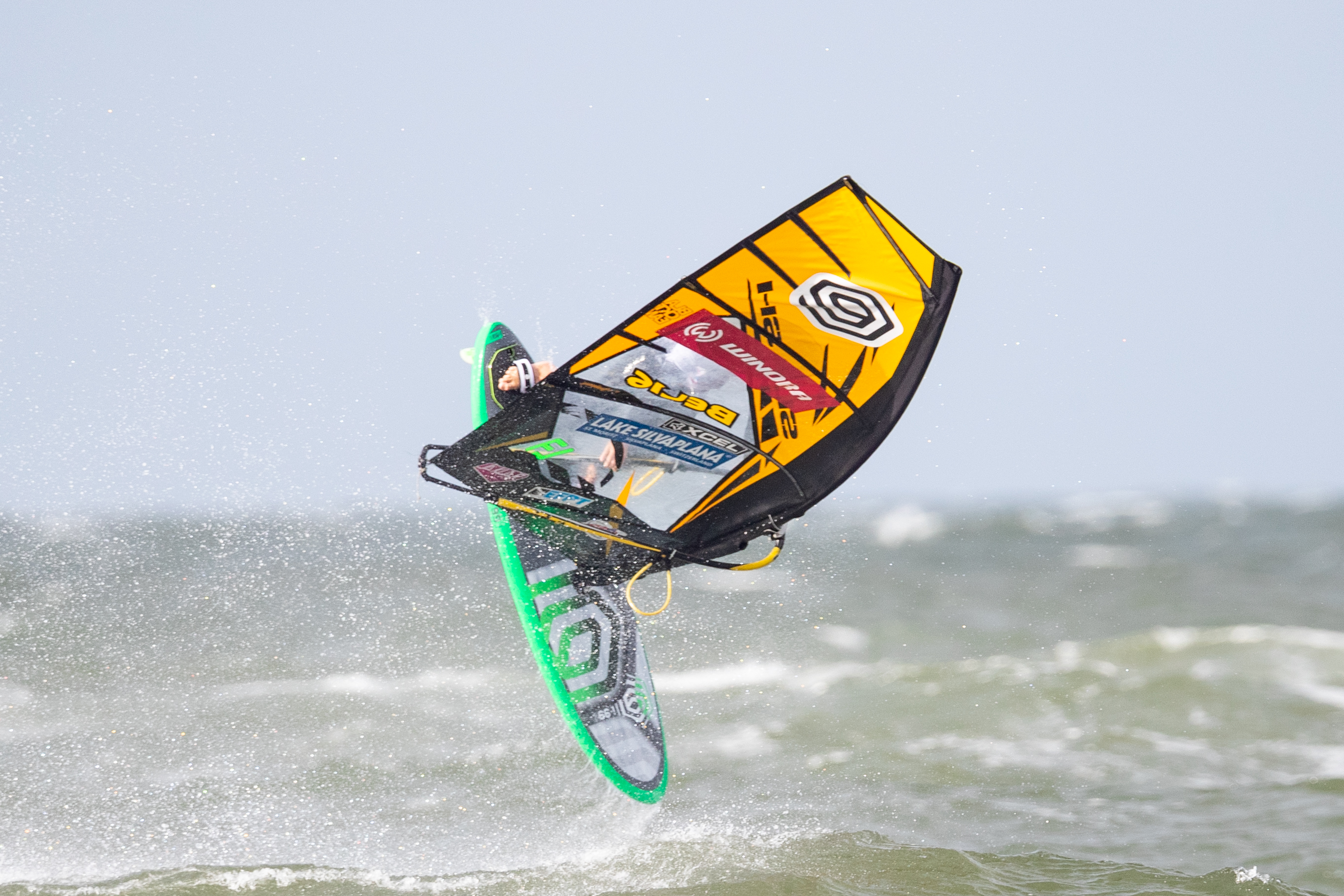
Caers beim World Cup Sylt 2019

Yentel Caers (* 24. März 1995) ist ein belgischer Windsurfer. Seine größten Erfolge sind der Weltmeistertitel im Freestyle 2019 und 2023.

## Biografie
Caers begann im Alter von sechs mit dem Windsurfen und als er elf Jahre alt war, begann er mit dem Freestyle. Im Juniorenbereich konnte er sich bei verschiedenen Wettbewerben auf dem Podium klassieren und gewann unter anderem den U17- und den U20-Europameistertitel. In der Saison 2013 debütierte er im World Cup beim Event in Podersdorf. Bereits drei Jahre später errang Caers seinen ersten Podestplatz beim Wettbewerb an der Costa Calma (Fuerteventura). Am Saisonende stand er auf dem 3. Platz der Freestyle-Gesamtwertung, welches er in den kommenden beiden Jahren als vierter jeweils knapp verpasste.
2019 konnte er seinen bis dato größten Erfolg feiern. Nach einem vierten und einem zweiten Platz bei den ersten beiden Wettbewerben lag er vor dem finalen Wettbewerb auf Sylt punktgleich mit Youp Schmit in Führung des Freestyle Rankings. Beiden reichte ein sechster Platz um Weltmeister zu werden. Schmit schaffte dies kurz nach einer Knie-OP nicht, doch Caers erreichte den sechsten Platz und krönte sich somit zum ersten Mal zum Weltmeister. Zu Beginn der Saison 2023 gewann Caers an der Costa Calma erstmals ein World-Cup-Event. Den ersten Heat beim Event auf Sylt verlor er überraschend mit nur 0,2 Punkten Rückstand gegen Lennart Neubauer. In der Double-Elimination gewann Caers dann allerdings acht Heats und musste sich lediglich erneut Neubauer geschlagen geben. Durch diesen zweiten Platz errang er zum zweiten Mal nach 2019 den Weltmeistertitel im Freestyle.

## Erfolge

### World Cup Wertungen
| Saison | Freestyle | Freestyle |
| Saison | Platz     | Punkte    |
| ------ | --------- | --------- |
| 2013   | 30.       | 1457      |
| 2014   | 28.       | 2914      |
| 2015   | 11.       | 3524      |
| 2016   | 3.        | 5970      |
| 2017   | 4.        | 1930      |
| 2018   | 4.        | 19.150    |
| 2019   | 1.        | 29.100    |
| 2021   | 3.        | 9.800     |
| 2022   | 4.        | 9.700     |
| 2023   | 1.        | 18.500    |

### World Cup Siege
Caers errang bisher sieben Podestplätze, davon einen Sieg:
| Datum               | Ort         | Land    | Disziplin |
| ------------------- | ----------- | ------- | --------- |
| 27.07. – 05.08.2023 | Costa Calma | Spanien | Freestyle |

### Weitere Erfolge
- EFPT-Sieger (Europameister) 2019[7]
- Belgischer Meister Freestyle 2015[2]